# Rivière Coulonge Est
Pour les articles homonymes, voir Coulonge.
La rivière Coulonge Est est un affluent de la rive nord-ouest de la rivière Coulonge. Elle coule dans la municipalité régionale de comté (MRC) de Pontiac, dans la région administrative de l'Outaouais, au Québec, au Canada.
À partir de son lac de tête, la rivière Coulonge Est traverse les cantons suivants :
- territoire non organisé du Lac-Nilgaut (MRC de Pontiac) : cantons de Gascogne, de Flandre, de Poitou, de Gillies, de Normandie ;
- municipalité de Mansfield-et-Pontefract (MRC de Pontiac) : canton de Pontefract.

La partie supérieure et intermédiaire de la rivière Coulonge Est constitue approximativement la limite Ouest de la Zec Pontiac.

## Géographie

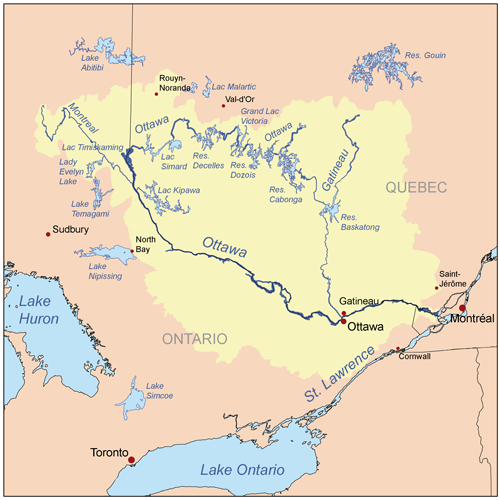
Bassin hydrographique de la rivière des Outaouais.

La rivière Coulonge Est coule sur 108,5 km généralement vers le sud-est, en formant quelques crochets vers l'ouest. Cette rivière prend sa source à la confluence du :
- ruisseau Gore (venant du nord-est) lequel draine le lac des ruisseaux, et
- ruisseau Cambria (venant du nord-ouest) dont le plan d'eau de tête est le lac Orpen.

Cours supérieur de la rivière Coulonge Est (segment de 27,8 km)
À partir de sa source, la rivière Coulonge Est coule sur :
- 6,3 km vers le sud-est relativement en ligne droite, jusqu'à la décharge du lac Robert (venant du nord-est) ;
- 21,5 km vers le sud-est, en formant quelques crochets, jusqu'à la décharge (venant du sud-est) du lac Taylor.

Cours intermédiaire de la rivière Coulonge Est (segment de 54,4 km)
À partir de la décharge du lac Taylor, la rivière Coulonge Est coule sur :
- 3,4 km vers le sud-ouest, en formant plusieurs serpentins et en traversant deux zones de rapides, jusqu'à la décharge (venant du nord-ouest) du lac Gatty ;
- 4,9 km vers le sud, en formant quelques serpentins, jusqu'au ruisseau Tomo (venant de l'ouest) ;
- 3,4 km vers l'ouest, jusqu'à la décharge du lac d'Argent (venant du sud-est) ;
- 7,9 km vers le sud-est, en formant quelques crochets, jusqu'à la décharge (venant de l'Est) des lacs Otjick et Ragged ;
- 3,3 km vers le sud-est, jusqu'à la décharge (venant du nord-est) du lac Edward ;
- 13,8 km vers le sud-est, jusqu'au ruisseau Ward (venant du nord-est) ;
- 12,6 km vers le sud-est, jusqu'au ruisseau Simon (venant du nord-est) ;
- 2,0 km vers le sud-est, jusqu'à la confluence de la Petite rivière Picanoc ;
- 3,1 km vers le sud-est, en traversant une zone de marais constitué par un enchevêtrement de serpentins et en traversant une extension vers l'est du lac Usborne, jusqu'au barrage à l'embouchure.

Cours inférieur de la rivière Coulonge Est (segment de 26,3 km)
À partir du barrage à l'embouchure du Lac Usborne, la rivière Coulonge Est coule sur :
- 12,9 km vers le sud-est, jusqu'à un coude de la rivière ;
- 5,4 km vers le nord-ouest, en recueillant les eaux de la décharge (venant du sud) du lac Stubbs, la décharge (venant du nord) du lac Lockwell, jusqu'à un ruisseau (venant du nord-ouest) ;
- 8,0 km vers le sud-ouest, en formant quelques serpentins et en traversant deux zones de rapides, jusqu'à sa confluence[2].

La rivière Coulonge Est se déverse dans la rivière Coulonge à l'est du lac Jim et à 1,5 km en amont des rapides Poplar.
Cette confluence est située dans la municipalité de Mansfield-et-Pontefract à :
- 25,9 km au nord de la rivière des Outaouais ;
- 12,0 km au sud du lac Usborne ;
- 8,8 km au nord du centre du village de Mansfield-et-Pontefract.

## Toponymie
Le toponyme rivière Coulonge Est a été officialisé le 5 décembre 1968 à la Commission de toponymie du Québec.